# Nathan Lewis (cầu thủ bóng đá)
Nathan Anthony Lewis (sinh ngày 20 tháng 7 năm 1990) là một cầu thủ bóng đá người  thi đấu cho Indy Eleven, ở vị trí tiền vệ.

## Sự nghiệp câu lạc bộ
Sinh ra ở Maloney, anh chơi bóng tại Trinidad và Tobago cho các câu lạc bộ Caledonia AIA, San Juan Jabloteh và Central.
Anh ký hợp đồng với đội bóng Hoa Kỳ Indy Eleven vào tháng 2 năm 2018, cùng với đồng đội Carlyle Mitchell.

## Sự nghiệp quốc tế
Anh ra mắt quốc tế cho Trinidad và Tobago năm 2016.